# Цетель
Цетель (нем. Zetel) — община в Германии, в земле Нижняя Саксония.
Входит в состав района Фризия. Население составляет 11 700 человек (на 31 декабря 2010 года). Занимает площадь 81,26 км².
| Год  | Население |
| ---- | --------- |
| 1990 | 10 360    |
| 1995 | 10 557    |
| 2000 | 11 468    |
| 2005 | 11 814    |
| 2010 | 11 745    |

## Состав общины
Община Цетель, помимо одноимённого главного посёлка, включает следующие сельские населённые пункты:
1. Астеде (Astede)
2. Астедерфельд (Astederfeld)
3. Боленберге (Bohlenberge)
4. Боленбергерфельд (Bohlenbergerfeld)
5. Колльштеде (Collstede)
6. Дрифель (Driefel)
7. Элленс (Ellens)
8. Фуренкамп (Fuhrenkamp)
9. Нойенбург (Neuenburg)
10. Нойенбургерфельд (Neuenburgerfeld)
11. Руттель (Ruttel)
12. Руттерфельд (Ruttelerfeld)
13. Спольсен (Spolsen)
14. Швейнебрюк (Schweinebrück)
15. Малый Швейнебрюк (Klein Schweinebrück)

Цетель